# Pendling
De Pendling is een 1563 meter hoge bergtop en een geliefd wandelgebied in de Brandenberger Alpen in het district Kufstein van de Oostenrijkse deelstaat Tirol. De berg ligt op de gemeentegrens tussen Langkampfen en Thiersee.
Omdat de berg een vulkaanachtige vorm heeft, is lange tijd gesuggereerd dat de Pendling in vroegere tijden een vulkaan zou zijn geweest. Onderzoek heeft dit verhaal echter ontkracht. Aan de voet van de Pendling ligt aan de zijde van het Inndal het Stimmermeer, aan de zijde van het Thierseetal ligt het Thiermeer.
Vanaf de top van de Pendling, waar het Kufsteiner Haus staat, heeft men uitzicht over het Kaisergebergte, de Kitzbüheler Alpen, de Zillertaler Alpen en de Hoge Tauern.